# Aa en Hunze
Aa en Hunze  è una municipalità dei Paesi Bassi di 25 593 abitanti situata nella provincia situato nella provincia di Drenthe.
Il nome 'Aa' (più precisamente il 'Drentsche Aa') e 'Hunze' si riferisce a due piccoli fiumi che attraversano la municipalità.

## Geografia antropica

### Località
Il comune è composto da 35 località:
| N. | Località                 | Abitanti |
| -- | ------------------------ | -------- |
| 1  | Gieten                   | 4909     |
| 2  | Rolde                    | 3867     |
| 3  | Annen                    | 3716     |
| 4  | Gasselternijveen         | 1927     |
| 5  | Gasselte                 | 1592     |
| 6  | Eext                     | 1391     |
| 7  | Gieterveen               | 1016     |
| 8  | Grolloo                  | 794      |
| 9  | Gasselternijveenschemond | 767      |
| 10 | Schipborg                | 659      |
| 11 | Eexterveen               | 444      |
| 12 | Gasteren                 | 420      |
| 13 | Annerveenschekanaal      | 415      |
| 14 | Anloo                    | 368      |
| 15 | Nooitgedacht             | 314      |
| 16 | Ekehaar                  | 292      |
| 17 | Anderen                  | 264      |
| 18 | Nieuwediep               | 260      |
| 19 | Eexterveenschekanaal     | 247      |
| 20 | Schoonloo                | 245      |
| 21 | Spijkerboor              | 187      |
| 22 | Balloo                   | 148      |
| 23 | Eexterzandvoort          | 147      |
| 24 | Nieuw Annerveen          | 119      |
| 25 | Oud Annerveen            | 117      |
| 26 | Amen                     | 103      |
| 27 | Marwijksoord             | 99       |
| 28 | Deurze                   | 96       |
| 29 | Nijlande                 | 90       |
| 30 | Papenvoort               | 61       |
| 31 | Eldersloo                | 48       |
| 32 | Eleveld                  | 38       |
| 33 | Vredenheim               | 33       |
| 34 | Balloërveld              | 23       |
| 35 | Geelbroek                | 7        |

## Lunghi nomi di luoghi
I minuscoli paesini di Gasselternijveenschemond 1e Dwarsdiep e Gasselternijveenschemond 2e Dwarsdiep hanno i più lunghi nomi di località dei Paesi Bassi. Gasselterboerveenschemond è il più lungo nome di luogo ad una sola parola della nazione.